# Ribaute-les-Tavernes
 Ribaute-les-Tavernes  es una población y comuna francesa, situada en la región de Languedoc-Rosellón, departamento de Gard, en el distrito de Alès y cantón de Anduze.

## Demografía
| 1008 | 963 | 1011 | 1076 | 1136 | 1258 |
| Para los censos de 1962 a 1999 la población legal corresponde a la población sin duplicidades (Fuente: INSEE [Consultar]) |     |      |      |      |      |